# Brachyolene albostictica
Brachyolene albostictica es una especie de escarabajo de la familia Cerambycidae. Fue descrita por Stephan von Breuning en 1948. Se encuentra en Gabón.